# 第一次朝核危机

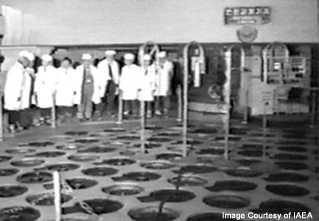
寧邊反應爐

第一次朝核危机是朝核问题的首次危机化。朝美双方最终签订《核框架协议》，结束此次朝核危机。建交不久的中韩两国在此次朝核危机中，相互配合，對於緩解情勢有正面幫助。

## 前期事态
1991年隨著蘇聯解體，蘇聯停止對朝鮮的經濟支持。
1992年2月，韩朝《关于朝鲜半岛无核化共同宣言》生效后，韩美于3月暂停了每年一度的联合军事演习。4月，朝鲜政府接受了国际原子能机构的检查。但各方对检查评价不一。韩朝双方在此基础上又达成协议相互检查对方设施，但对具体检查对象方面出现分歧，协议最终落空。:211:657
不久，美国和法国的侦查卫星发现朝鲜平安北道宁边郡的一些不明设施。为澄清事实，国际原子能机构要求对宁边等两处的设施进行开发检查。但朝鲜以事关国家主权为由，拒绝接受检查。为对朝鲜施加压力，韩美在10月宣布将恢复1993年的联合军事演习。朝鲜对此针锋相对，宣布冻结与韩国的《不扩散核武器条约》的对话，并取消原定于12月举行的第九次南北总理会谈。1993年1月，朝鲜再一次拒绝国际原子能机构的检查要求。3月，韩美举行了以朝鲜为假象敌人的联合军事演习。平壤宣布进入“准战争状态”，并于3月12日致信联合国安理会和和不扩散条约国，通报朝鲜正式退出《不扩散核武器条约》。:211:307

## 中韩周旋及朝美会谈
1993年3月23日，时任中華人民共和国外交部部长钱其琛在八届人大一次会议记者招待会上阐明了中国对朝核问题的两项原则：“不希望朝鲜半岛出现任何核武器”；“在朝鲜和原子能机构之间出现的问题，中国主张通过耐心的协商妥善解决”，“反对采取制裁的做法”。4月，钱其琛在泰国曼谷与韩国外长韩升洲达成通过对话解决朝核问题的共识。在中国和韩国的协调下，朝美同意于5月10日在北京举行高级别会谈。:212
5月初，朝鲜为提高朝美会谈的筹码，试射了“劳动-1号”导弹，射程约1000公里。美国为此对此进行强烈批评，原定的朝美高级别会谈因此受挫。5月26日，钱其琛应邀访问韩国，与韩国外长韩升洲和韩国总统金泳三分别举行了会谈，双方一致认为应该通过协商和对话的方式来解决朝核问题:213。在各方的努力下，朝美于6月2日在美国纽约举行了首轮高级会谈。经过四轮谈判后，朝方代表、朝鲜第一副外长姜锡柱宣布朝鲜暂不退出《不扩散核武器条约》。6月11日，双方发表了《朝美联合声明》，明确了解决朝核问题三项原则：反对包括动用核武的武力威胁；保证无核的朝鲜半岛的和平与安全，包括公正地执行无核保障协议；相互尊重主权、互不干涉内政，支持朝鲜和平统一等。姜锡柱高度评价《朝美联合声明》，称其是“两国关系史上的转折点”，“具有历史意义”。美方代表、助理国务卿卢加奇则比较低调表示朝鲜的决定是“向正确的方向迈出的极其有益的一步” :213-214:656。
7月10-11日，比尔·克林顿在朝美第二阶段会谈前夕访問韩国，扬言如果平壤研制并使用核武器，“那将导致他们国家完蛋”。朝鲜立即做出反应，表示“如果谁胆敢向我们挑衅”，将进行无情的报复。7月14-19日，双方在日内瓦举行了第二阶段的会谈。会谈结束后，双方发表了第二份《朝美关于核问题的声明》，重申6月11日的《朝美联合声明》：美方保证不以武力相威胁、不使用武力，向朝鲜提供轻水堆；朝鲜尽快同国际原子能机构恢复接触，双方就核设施检查问题进行磋商。1993年12月，时任联合国秘书长加利分别访问了朝鲜和韩国，朝鲜半岛局势大有缓和之势。:214:656
1994年2月15日，朝鲜与国际原子能机构达成协议同意对其7座核设施进行检查。2月25日，朝美同意终止“1994年协作精神”韩美联合军演，核检查按照商定日期完成，恢复南北接触，朝美准备将于3月21日举行第三阶段日内瓦会谈。:214:656-657

## 發生第一次朝核危机

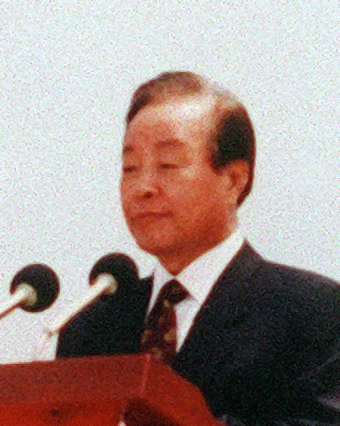
韩国前总统金泳三

1994年3月，国际原子能机构在检查朝鲜核设施时，被朝鲜禁止检查疑是提炼钚的第七处核设施。朝鲜对国际原子能机构的“无理要求”表示强烈不满。3月16-17日，平壤连续举行防空演习。3月19日，韩朝会谈破裂。朝方宣布施加压力则“冲突将是不可避免的，战争也是不可避免的 ”。朝方代表朴英洙丢下狠话一旦战争“把汉城变成一片火海”。3月21日，时任美国总统比尔·克林顿宣布在韩国部署6个爱国者导弹发射基地，共48个发射。次日，国际原子能机构总干事布利克斯向联合国汇报称朝鲜已经具备对钚进行再加工以生产核武器的能力，所拥有的钚可能比实际承认的还多。:215:657
3月21日，金泳三主持召开了国家紧急安全会议，22日下令全国军队进入特别戒备状态。朝鲜和平统一委员会发言人发表声明痛斥金泳三的行为是“一种全面对抗和战争”，“追随外来势力，单方面地中断与同族的对话，把国家形势引向危险的战争边缘”；坚称在“大卖国贼”、“民族叛逆者”金泳三之流存在的情况下，“北南方不可能实现和解与统一，而又可能成为外来势力的牺牲品”；呼吁韩国人民果断斗争，“消灭这一卖国贼”。3月23日，朝鲜中央通讯社宣布，朝鲜已做好战争和对话的两手准备，“以对话回答对话，以战争回答战争”。:215
朝美激烈对峙之时，克林顿曾打电话告诉金泳三美国将立即轰炸朝鲜宁边核设施，并在这派遣1艘航母、7艘巡洋舰和驱逐舰驶往朝鲜东海岸。金泳三对此表示了坚决的反对，称：“这样的攻击绝不应该发生”，因为“如果美国真的攻打朝鲜，那就会引发全面战争，从而使汉城成‘火的海洋’，造成数千万韩国人死伤，并导致韩国经济彻底崩溃。”他告诉克林顿“如果美国攻打朝鲜，我不会派韩国65万军队中的任何一员参战”。金泳三的坚定态度，最终使克林顿取消了轰炸宁边核设施的命令:216。
在朝核危机的紧要关头，金泳三出访日本和中国。与时任日本首相细川护熙就和平解决朝核危机后，金泳三又对中国进行了为期5天的访问。3月28日，他与时任中国国家主席江泽民和总理李鹏分别举行了会谈，双方一致同意共同努力促进通过对话妥善解决朝核问题。江泽民强调朝核危机应该在四方三边的框架内，通过对话解决。之后，韩国外长韩升洲从北京直飞美国，向白宫转达中韩首脑会谈所达成的意见。3月31日，金泳三打电话给克林顿强调韩中两国都不同意对朝采取强硬立场，建议联合国通过一份措辞相对温和的声明，要求朝鲜允许国际原子能机构全面检查其核设施。在中韩两国的努力下，朝美表示愿意重新举行谈判。:216-217
5月30日，联合国安理会发表了一份由中国起草的有关朝核问题的《主席声明》，强调对话化解对抗，要求国际原子能机构人员继续留在朝鲜，以检测5兆亿瓦核反应堆的活动。当天朝鲜表示“如果美国停止向朝鲜民主主义人民共和国施加国际压力并着手重建朝美会谈基础，我们可能不反对通过协商找到解决这一问题的办法。我们的一贯立场是通过对话解决核问题。今后的事态发展和能否和平解决核问题，完全取决于美国如何行动”。6月1日，国际原子能机构提出了包括经济制裁在内的三种选择方案。6月13日，朝鲜宣布退出国际原子能机构。:217:658

## 朝美核框架协议
6月15日，在美国驻联合国大使马德琳·奥尔布赖特提出对朝鲜进行制裁的当天，美国前总统卡特受克林顿的委托出访朝鲜。卡特与金日成就美朝对话、实现双边关系正常化、美国援助朝鲜建设轻水反应堆、国际原子能机构人员留驻、撤回联合国对朝鲜的制裁等问题达成了若干谅解。之后，朝美双方开始了外交接触。7月初，由于朝鲜领导人金日成的去世，朝美第三阶段高级会谈暂时中断，后又恢复进行。10月21日，朝美双方代表姜锡柱和卢加奇在日内瓦签署了《关于解决朝鲜核问题的框架协议》。:217-218:659-660:307
根据协议，朝美在四方面达成共识：（1）双方合作用轻水反应堆取代朝鲜的石墨减速反应堆及有关设备。美国向朝鲜提供一个2003年以前达到2000兆瓦的轻水反应堆。在轻水反应堆机组完工前，美国每年向朝鲜提供50万吨的重油，以弥补朝鲜的能源短缺。朝鲜在文件签字后的一个月内完全冻结其石墨减速反应堆，并在轻水反应堆完工时拆除。（2）双方走向关系正常化：签字之日起3个月内，将减少贸易和投资壁垒；双方在对方首都开设联络处；随着双方问题的解决，双边关系提升到大使级。（3）双方将为无核的朝鲜半岛而努力；美国向朝鲜保证不进行核威胁或使用核武器；朝鲜采取措施实现北南双方《关于朝鲜半岛无核化共同宣言》；朝鲜将进行南北对话。（4）双方将为加强国际核不扩散体制而共同努力；朝鲜仍然是核不扩散条约的一方，并将履行条约安全保障协议。:308:660

## 后续
《朝美核框架协议》签署后，朝方履行了承诺，中止了石墨反应堆的运行。1995年，美国国防部动用550万美元履行每年向朝鲜提供50万吨重油的承诺:660。1997年8月，轻水反应堆的建设启动。但由于美国政界强硬派的阻挠，美国政府没有兑现提供朝鲜轻水反应堆的承诺:662:308-309。2001年初，美国布什就任美国总统后，对朝实行强硬政策，双方关系陷入僵持，导致2002年的第二次朝核危机的发生:741-742。